# The Kliq

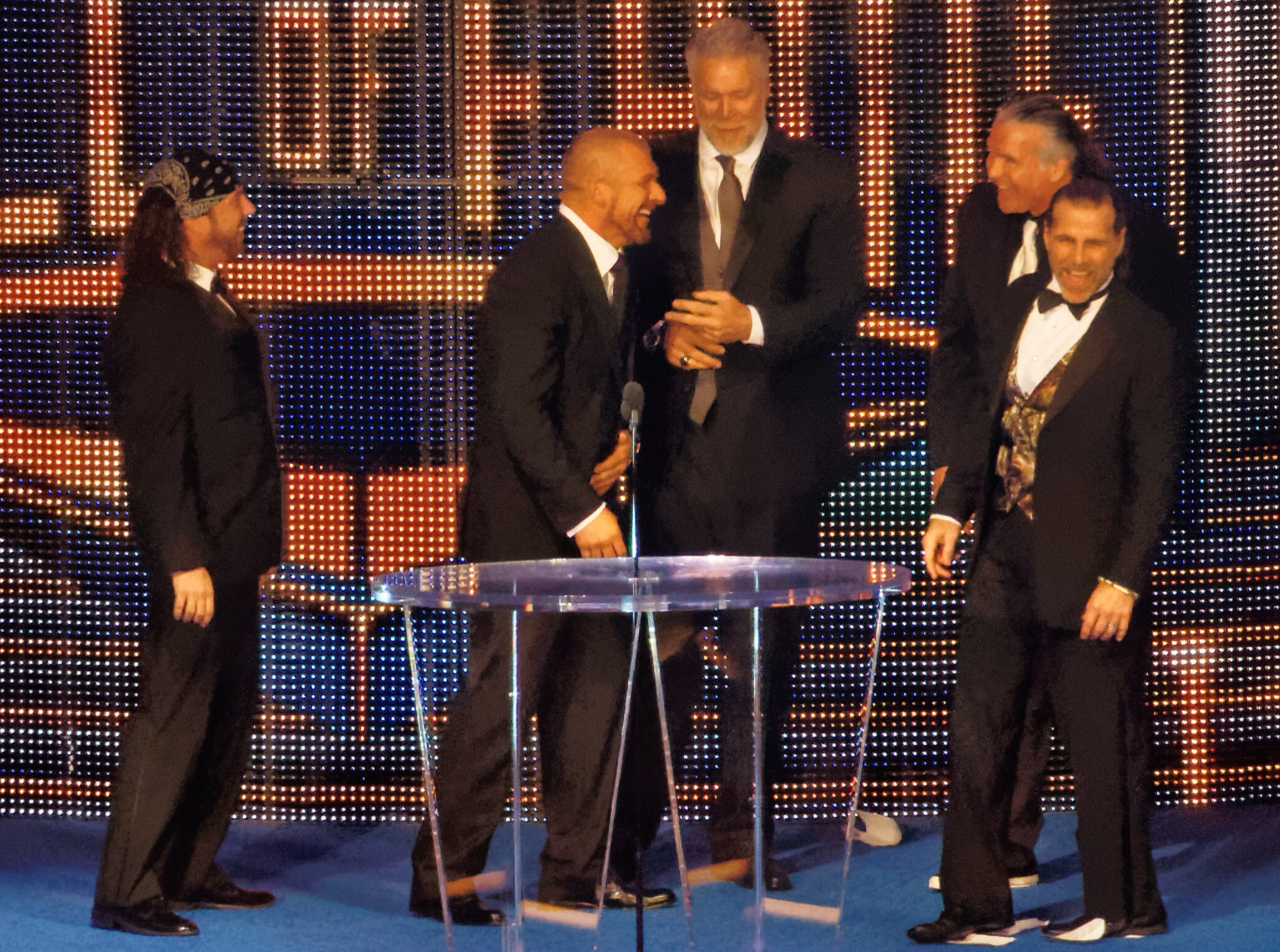
La Kliq durante la cerimonia della WWE Hall of Fame 2015

La Kliq era un gruppo di amici nel backstage della World Wrestling Federation negli anni novanta composto dai wrestler: Triple H, Shawn Michaels, Scott Hall, Kevin Nash e X-Pac. Soprattutto Michaels, Nash e Hall, avevano molto potere contrattuale nella federazione all'epoca, che utilizzarono per influenzare positivamente le reciproche carriere.
Nel maggio 1996, la Kliq infranse la kayfabe nel corso di un house show al Madison Square Garden in un incidente non previsto definito a posteriori "Curtain Call", che ebbe importanti conseguenze nel mondo del wrestling. In un'epoca dove ancora le principali federazioni di wrestling professionistico mantenevano l'illusione che le storyline e le gimmick fossero reali, l'episodio detto "Curtain Call" o "MSG Incident", dove Triple H, Michaels, Nash e Hall si abbracciarono nel ring nonostante fossero "nemici", segnò la prima volta nella quale lottatori professionisti di alto livello uscivano dai personaggi pubblicamente, costringendo la WWF e altre federazioni ad ammettere che gli eventi mostrati nei loro programmi erano predeterminati.

## Storia
Il primo nucleo della Kliq si formò nel 1994 tra i colleghi, amici nella vita reale, Scott Hall (ai tempi conosciuto come Razor Ramon), Kevin Nash (Diesel), Michael Hickenbottom (Shawn Michaels) e Sean Waltman (1-2-3 Kid). Nel gennaio 1995, Paul Levesque (Triple H; all'epoca noto come Hunter Hearst Helmsley), da poco arrivato dalla WCW si unì al gruppo.
Levesque raccontò nel 2013 nel DVD Triple H – Thy Kingdom Come di essere stato reclutato nel gruppo da Kevin Nash in quanto non beveva e non prendeva droghe, così poteva fare da autista agli altri dopo gli show.
Michaels disse che il nome "The Kliq" fu ideato da Lex Luger, a causa degli stretti rapporti d'amicizia che legavano i cinque colleghi nel backstage. Tuttavia, Luger invece attribuisce l'invenzione del nome a Davey Boy Smith. Dietro suggerimento di Vince Russo, per qualche tempo Michaels si riferì ai suoi fan come la sua "Kliq".

### Curtain Call

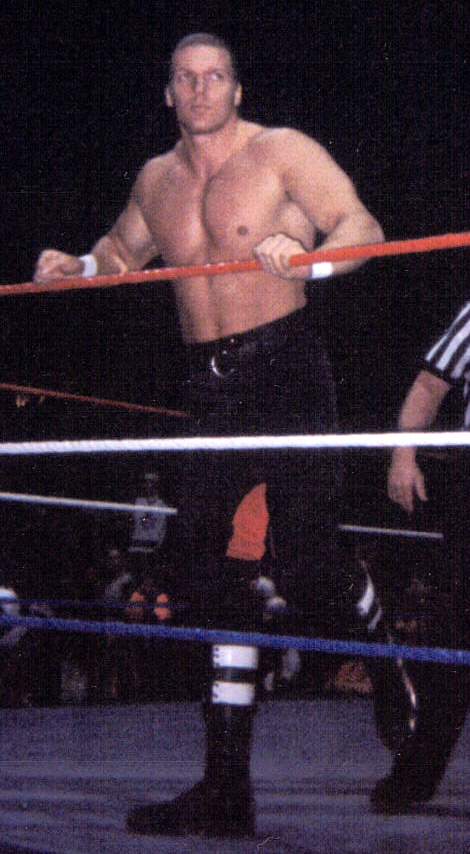
Triple H fu l'unico membro della Kliq ad essere punito per i fatti del "Curtain Call"

Nell'aprile 1996, Nash e Hall firmarono per la World Championship Wrestling, la federazione rivale della WWF. Il loro ultimo match ebbe luogo il 19 maggio 1996 al Madison Square Garden. All'epoca, Hunter Hearst Helmsley e Diesel lottavano come wrestler heel, mentre Michaels e Razor Ramon erano beniamini del pubblico. A fine serata, Michaels lottò contro Nash in uno steel cage match. Immediatamente dopo il match, Razor Ramon entrò nel ring e abbracciò Michaels; seguito da HHH che abbracciò Ramon e Diesel. I quattro si abbracciarono tutti insieme nel centro del ring, prima di rivolgersi al pubblico salutandolo con le braccia alzate. Waltman, che avrebbe lasciato la WWF per la WCW poco tempo dopo l'evento, era infortunato e non prese parte all'evento.
L'episodio – definito "The Curtain Call o MSG Incident" – scandalizzò la dirigenza WWF. All'epoca le principali federazioni di wrestling, WWF inclusa, si facevano vanto di mantenere la kayfabe – l'illusione che tutti gli eventi nel wrestling fossero reali e non predeterminati da un copione, con tutte le varie rivalità tra wrestler che proseguivano anche fuori scena una volta scesi dal ring. La compagnia aveva un regolamento molto rigido e preciso in merito, e non voleva assolutamente che i lottatori uscissero dai loro personaggi in pubblico. La situazione fu aggravata dal fatto che, sebbene l'evento non fosse stato trasmesso in tv, fu comunque filmato da due fan, Mani Mohtadi e Jason Cosmides, che erano riusciti ad eludere la sicurezza. Le immagini furono ampiamente diffuse da varie riviste di wrestling e successivamente il filmato finì su internet, portando così a conoscenza del fatto anche chi non vi aveva assistito.
Dato che Hall e Nash erano già in partenza per la WCW, non poterono essere puniti dalla WWF. Michaels, all'epoca WWF Champion in carica e stella della federazione, era "intoccabile". Quindi l'unico a subire le conseguenze dell'incidente fu Hunter Hearst Helmsley, che fu retrocesso al rango di midcard per alcuni mesi. Egli vide annullarsi il push di cui stava godendo fino a quel momento, favorendo indirettamente l'ascesa al vertice di Steve Austin, a cui venne fatto vincere il torneo King of the Ring un mese più tardi. Cinque mesi dopo, tuttavia, Triple H vinse il Intercontinental Championship.
L'incidente ebbe grandi conseguenze sul futuro della WWF. Per la prima volta nella storia del wrestling, una federazione di alto rango fu costretta ad ammettere che gli eventi che si svolgevano sul ring erano predeterminati e frutto di un team di sceneggiatori.

### nWo e D-Generation X

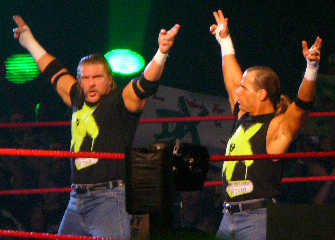
Triple H & Shawn Michaels

Quando Hall e Nash si trasferirono in WCW, formarono un tag team denominato The Outsiders, e la stable New World Order insieme al leader Hulk Hogan.

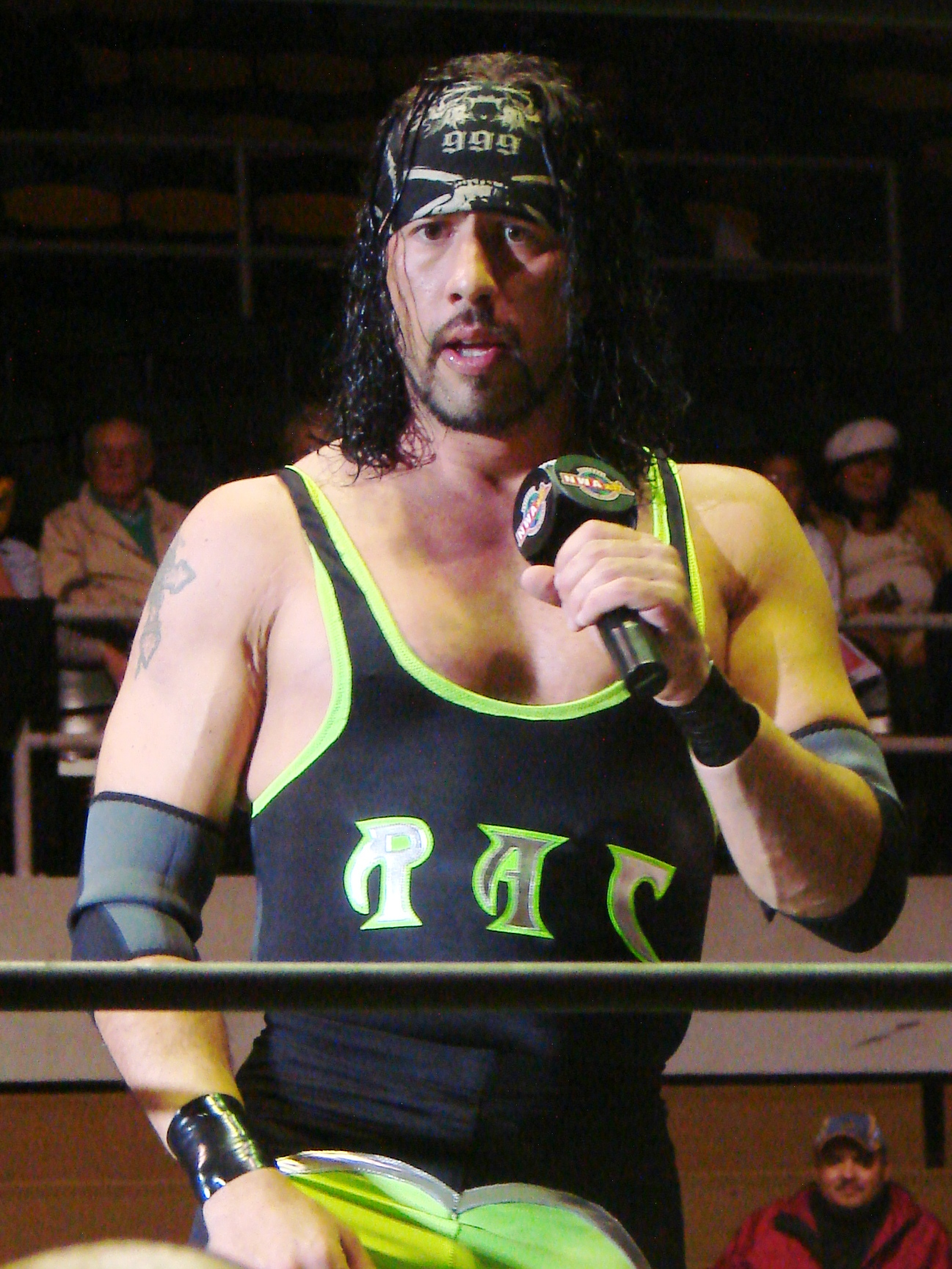
Sean Waltman fu membro di entrambe le fazioni

Invece che vedere la rottura della kayfabe come un momento di crisi nel wrestling professionistico, la WCW decise di incorporare la tematica nelle storyline della federazione: All'arrivo nella compagnia, Nash e Hall furono presentati implicitamente come "spie della WWF", che progettavano un'invasione della WCW.
Quando Waltman arrivò in WCW, si unì al nWo con il ring name Syxx, lavorando spesso con gli Outsiders e successivamente formando con loro il trio Wolfpac.
Nel frattempo, Michaels e Helmsley cercarono di convincere la dirigenza WWF a farli apparire insieme sulle scene, ma il management preferiva tenerli separati per il momento. Alla fine si allearono e crearono la D-Generation X, e Helmsley (divenuto Triple H), reclutando nella stable anche la bodyguard Chyna, all'epoca sua fidanzata. Anche Rick Rude si unì temporaneamente al gruppo (come una sorta di guardia del corpo di Shawn Michaels), anche se l'esperienza durò poco in quanto poco tempo dopo firmò per la WCW.
La DX divenne una stable molto influente nel periodo della "Monday Night War" e fu pioniera nell'avvento dell'Attitude Era, con l'impiego di storyline più adulte e maggior enfasi su tematiche sessuali e violente. Dopo essere stato licenziato dalla WCW, Sean Waltman tornò in WWF ed entrò a far parte della DX, sostituendo l'infortunato Michaels. Il gesto caratteristico del nWo, spesso chiamato "Wolf Head", veniva originariamente utilizzato dai membri della Kliq in WWF. Hall e Nash diffusero il gesto in WCW che di conseguenza fu adottato dai membri del New World Order.